# Dominique Barbe
Dominique Barbe est un historien français, médiéviste spécialiste des rapports entre le christianisme et le pouvoir politique dans le monde méditerranéen, ainsi que de l’histoire du Pacifique.

## Biographie
Agrégé et docteur en histoire, Dominique Barbe a soutenu une thèse sous la direction du romaniste Jean-Pierre Martin à l'université Paris-Sorbonne (Paris-IV) en 2005 intitulée « Unanimitas et societas sanctorum : L'idée de communion des saints dans l'Occident chrétien de Tertullien à Grégoire le Grand ». Dominique Barbe est maître de conférences en histoire des mondes antiques et médiévaux à l’université de la Nouvelle-Calédonie à Nouméa, où il réside depuis 1993 et où il a d'abord enseigné l'histoire-géographie au lycée Lapérouse.
Il s'est spécialisé dans un premier temps dans l’histoire du christianisme à l’époque du Bas-Empire romain et du Haut Moyen Âge, s’intéressant à la sainteté et à la place de l’image en Occident comme en Orient durant ces périodes. 
Ses travaux l'ont ensuite conduit à s'intéresser à l’histoire du Pacifique. Membre du Centre des nouvelles études sur le Pacifique devenu ensuite TROCA (TRajectoires d’OCéAnie), il a travaillé sur l’histoire de l’image catholique en Océanie. Passionné d’art océanien, il a notamment piloté le groupe des professeurs chargés des adaptations de programme en histoire et géographie pour les classes de lycée de Nouvelle-Calédonie. 

## Publications
- Irène de Byzance, la femme empereur 752-803, Paris, Perrin, 2006, 397 p. (ISBN 2-262-02481-2).
- Histoire du Pacifique : Des origines à nos jours, Paris, Perrin, 2008, 688 p. (ISBN 978-2-262-02558-8).
- Le monde Pacifique dans la mondialisation, CNRS éditions, 2013 (ISBN 978-2-271-07680-9).
- Objets d'Art et Art de l'Objet en Océanie, L'harmattan, 2013 (ISBN 978-2-343-00024-4 et 2-343-00024-7).